# Guibemantis methueni
Espèce
Synonymes
- Gephyromantis methueni Angel, 1929
- Mantidactylus methueni (Angel, 1929)

Statut de conservation UICN

 LC  : Préoccupation mineure
Guibemantis methueni est une espèce d'amphibiens de la famille des Mantellidae.

## Répartition
Cette espèce est endémique du centre-est de Madagascar. On la trouve du niveau de la mer jusqu'à 980 m d'altitude.

## Taxinomie
Cette espèce a été relevée de sa synonymie avec Guibemantis bicalcaratus par Vences, Rakotoarison, Rakotondrazafy, Ratsoavina, Randrianiaina, Glaw, Lehtinen & Raxworthy en 2013  dans laquelle elle avait été placée par Blommers-Schlösser en 1979.

## Étymologie
Cette espèce est nommée en l'honneur de Paul Ayshford Methuen.

## Publication originale
- Angel, 1929 : Matériaux de la Mission G. Petit à Madagascar. Description de trois batraciens nouveaux appartenant aux genres Mantidactylus et Gephyromantis. Bulletin du Museum National d'Histoire Naturelle, sér. 2, vol. 1, p. 358-362.